# 五极管
五极管由屏极、抑制栅极、控制栅极、帘栅极、阴极五个电极组成。电流从屏极流入，阴极流出，其中电流由栅极控制，这与三极管完全一样。但五极管比电子三极管多了两个电极：帘栅极、抑制栅极。

## 分类
按照旁热和非旁热五极管，五极管可分为旁热式五极管和直热式五极管。
五极管按照栅极控制特性可分为銳截五极管和遥截止五极管。

## 工作原理
控制栅极相当于晶体管的基极，由于阴极和屏极间电压很高，所以控制栅极和阴极之间微小的电压变化，就可以引起阴极和屏极间电压的大幅度变化（电子管的放大作用。）